# Callionima inuus
Espèce
Callionima inuus est une espèce d'insectes lépidoptères (papillons) de la famille des Sphingidae, sous-famille des  Macroglossinae, de la tribu des Dilophonotini, sous-tribu des Dilophonotina et du genre Callionima.

## Description

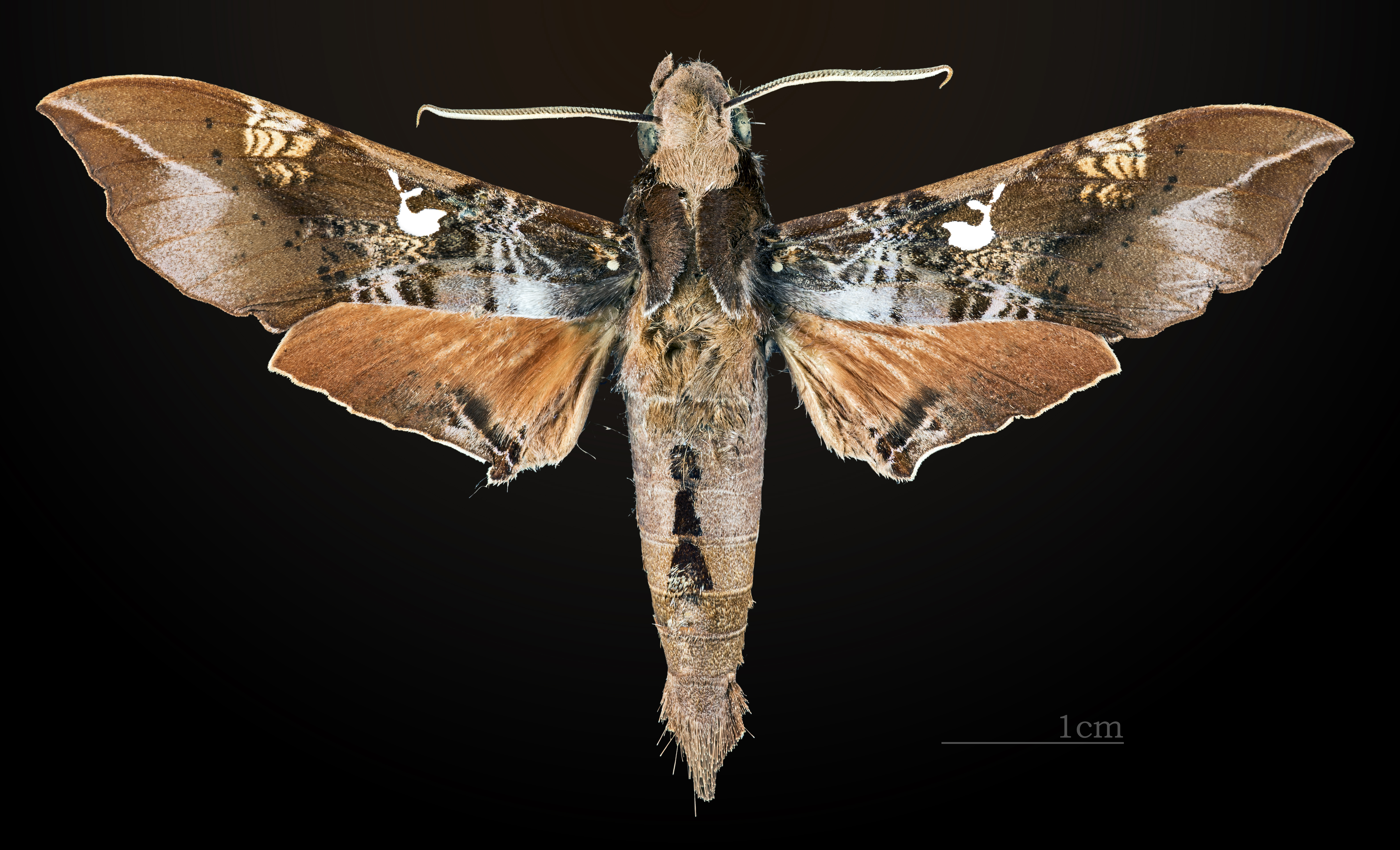
♂
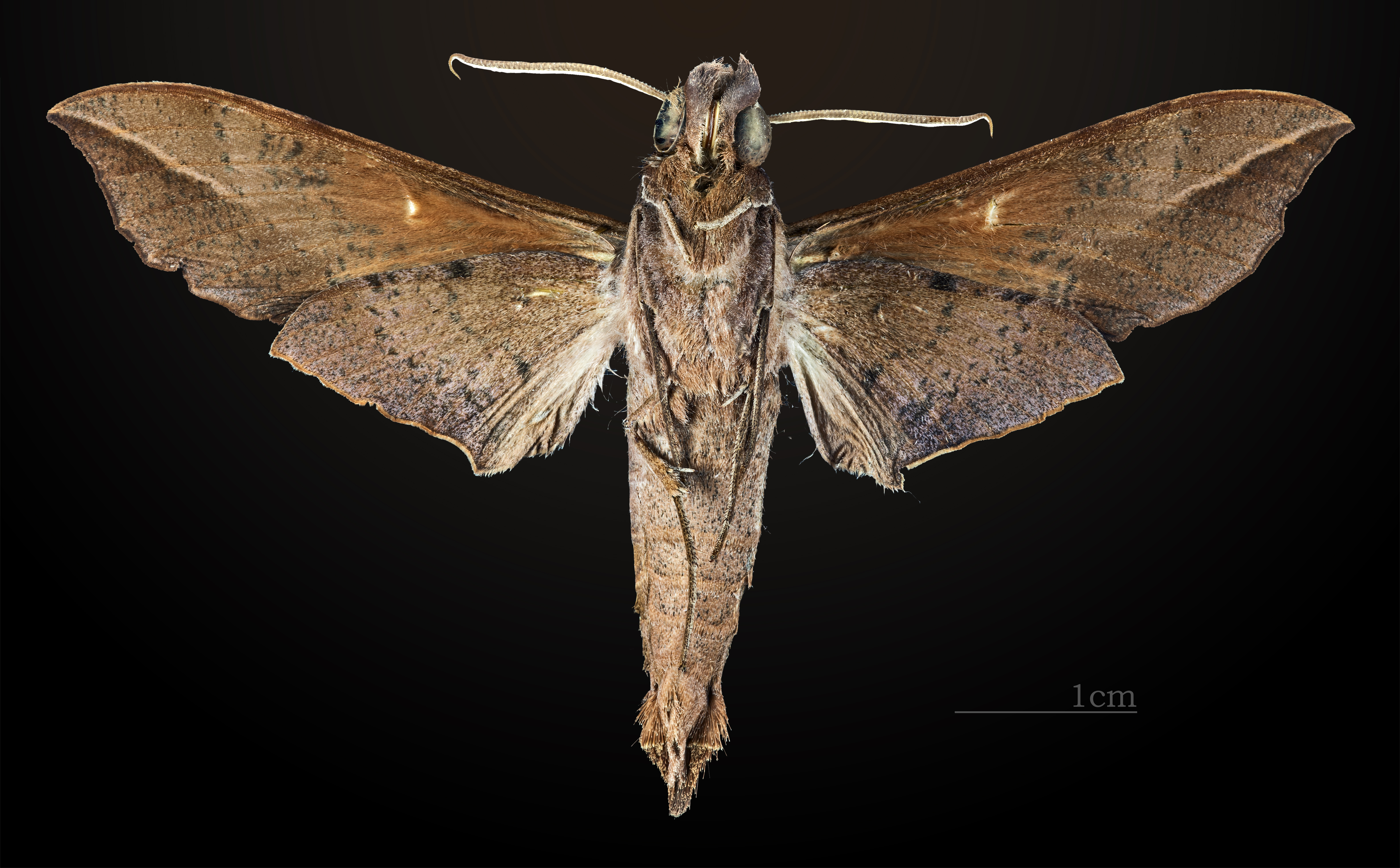
♂ △
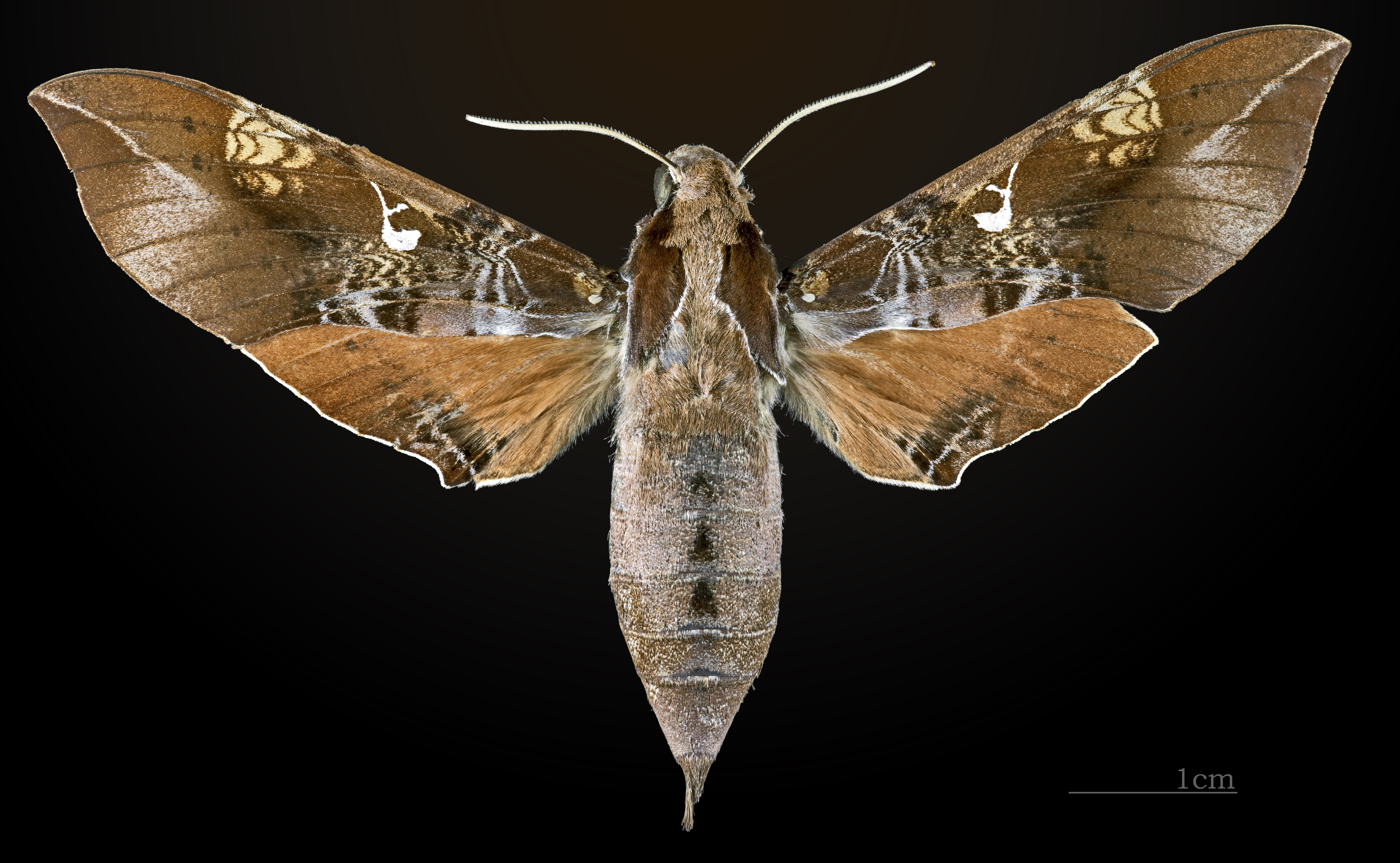
♀
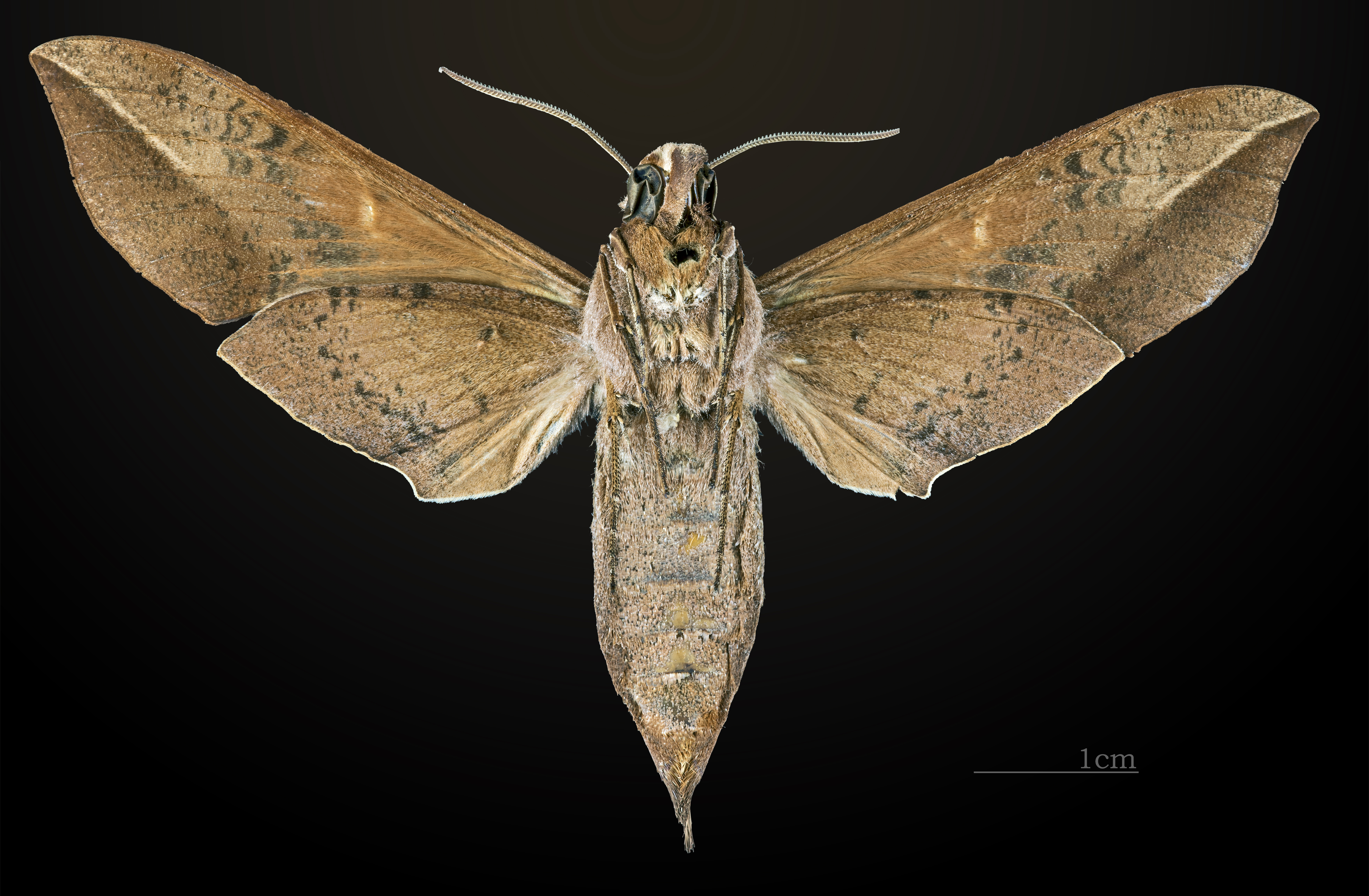
♀ △

L'envergure est 67-72 mm.

## Biologie
Les adultes volent toute l'année.
Le chenilles se nourrissent sur Tabernaemontana alba et d'autres espèces de la famille des Apocynaceae.

## Répartition et habitat
Répartition
Il est connu au Mexique, Belize, au Guatemala,  Nicaragua, Costa Rica, Panama, Venezuela, au Paraguay, Bolivie, Brésil, Argentine et au Pérou.

## Systématique
- L'espèce Callionima inuus a été décrite par les entomologistes Lionel Walter Rothschild et Heinrich Ernst Karl Jordan, en 1907, sous le nom initiale de Hemeroplanes inuus[1].
- La localité type est Rio Cachyaco, Province de Iquitos, Pérou

### Synonymie
- Hemeroplanes inuus Rothschild & Jordan, 1907 Protonyme
- Calliomma lycastus Walker, 1856 [2]
- Calliomma golianna Butler, 1877[3]
- Calliomma parce Bönninghausen, 1899[4] (Attention ne pas confondre avec Callionima parce (Fabricius, 1775) qui est une espèce reconnue.
- Hemeroplanes brethesi Köhler, 1924 [5]